# Karfiol
| Energia 25 kcal 103 kJ |     |
| Szénhidrátok | 5 g |
| - Cukrok 2.4 g |     |
| - Étkezési rostok 2.5 g |     |
| Zsír | 0 g |
| Fehérje | 2 g |
| Tiamin (B1-vitamin) 0.057 mg | 5%  |
| Riboflavin (B2-vitamin) 0.063 mg                                                                                                | 5%  |
| Niacin (B3-vitamin) 0.53 mg | 4%  |
| Pantoténsav (B5-vitamin) 0.65 mg                                                                                                | 13% |
| B6-vitamin 0.22 mg | 17% |
| Folsav (B9-vitamin) 57 μg | 14% |
| C-vitamin 46 mg | 55% |
| Kalcium 22 mg | 2%  |
| Vas 0.44 mg | 3%  |
| Magnézium 15 mg | 4%  |
| Foszfor 44 mg | 6%  |
| Kálium 300 mg | 6%  |
| Cink 0.28 mg | 3%  |
| A százalékos értékek az amerikai felnőttek számára javasolt napi mennyiségre (RDA) vonatkoznak. Forrás: USDA tápanyag adatbázis |     |

A karfiol avagy kelvirág (Brassica oleracea convar. botrytis var. botrytis) a vadkáposzta (Brassica oleracea) egy termesztett változata, nevezik még virágkelnek, virágos kelnek és olasz kelnek is. Elsősorban Európában népszerű zöldség, amelynek húsosan megvastagodott fehér virágait lapátszerű zöld levelek veszik körül. Akkor jó minőségű, ha teljesen fehér és rózsái szorosan illeszkednek egymáshoz.
Magas C-vitamin tartalmát  (60 mg/100 g) mélyhűtött állapotában is megőrzi. Ásványi sókban is gazdag. Fogyasztják húspótló ételként rántva, vagy darált hússal dúsítva rakott karfiolként, levesnek, előfőzve saláták alkotórésze is lehet, de savanyúságnak eltéve is igen kitűnő.

## Termesztése
A karfiolnak nagy a nitrogén és a káliumigénye, de érzékeny egyes mikroelemek hiányára is. Humuszban gazdag, tápanyagokkal jól ellátott talaj biztosíthatja a növény folyamatos fejlődését. A palántákat 60×50 cm, (vagy nagyobb), sor és tőtávolságra, március végén, a késői fajtákat július elején ültetik. Várható átlagos terméshozam 2–3 kg/m².
Magas fényigénye van, azonban a rózsái a napon megbarnulnak, ezért a belső leveleket, a kialakuló rózsa fölött összekötik.
Vízigénye nagy és szereti a magas páratartalmat, ezért a hazai viszonyok között, csak öntözéssel termeszthető gazdaságosan. Egyetlen napi szárazság tönkreteheti a termést. Azonban a sok öntözés hatására a talaj összetömörödik, ezért rendszeresen lazítani kell a talajt.

### Fontosabb kártevői és betegségei
Kártevői
- földibolhák
- bagolypille lárvák
- káposztalégy

Betegségei
- peronoszpóra
- botritiszes betegség

### Védekezés
A talajt, az ültetés előtt Basudinnal (350 g/100 m²) fertőtleníteni kell.
A kártevők megjelenésekor Unitron 40 EC, Flibol E, vagy Ditrifon 50 WP-vel (0,2%) védekeznek. A peronoszpóra ellen, már a megelőzésre is réztartalmú szereket használnak. Ilyenek lehetnek például a Cuprosan Super D -(0,3%), Rézoxiklorid 50 WP -(0,5%), Bordói por -(1%), vagy a Recin Super -(0,3%).

## Néhány változata

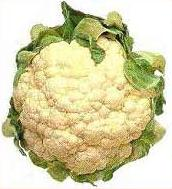
Fehér karfiol
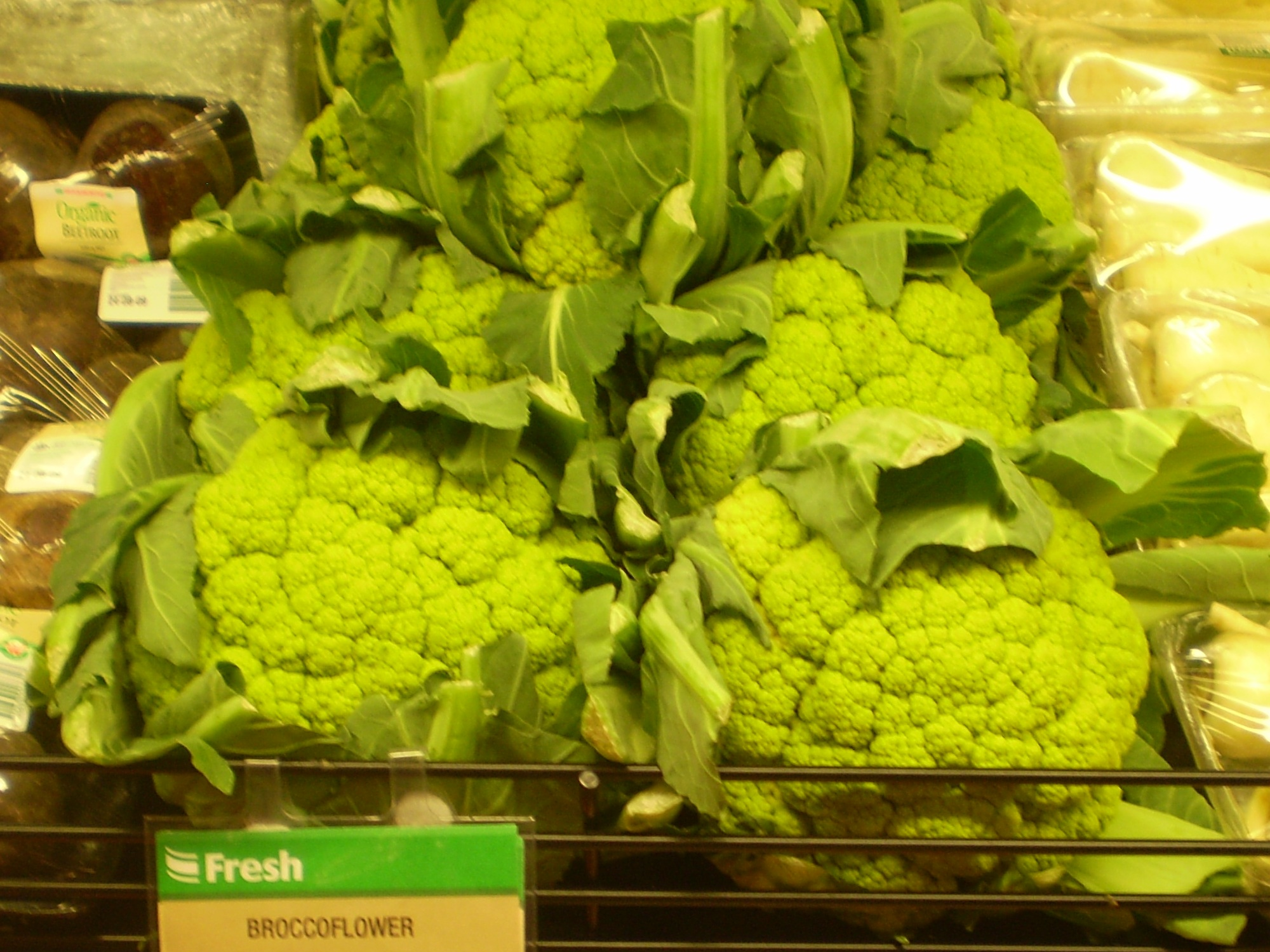
Zöld karfiol (Brocco)
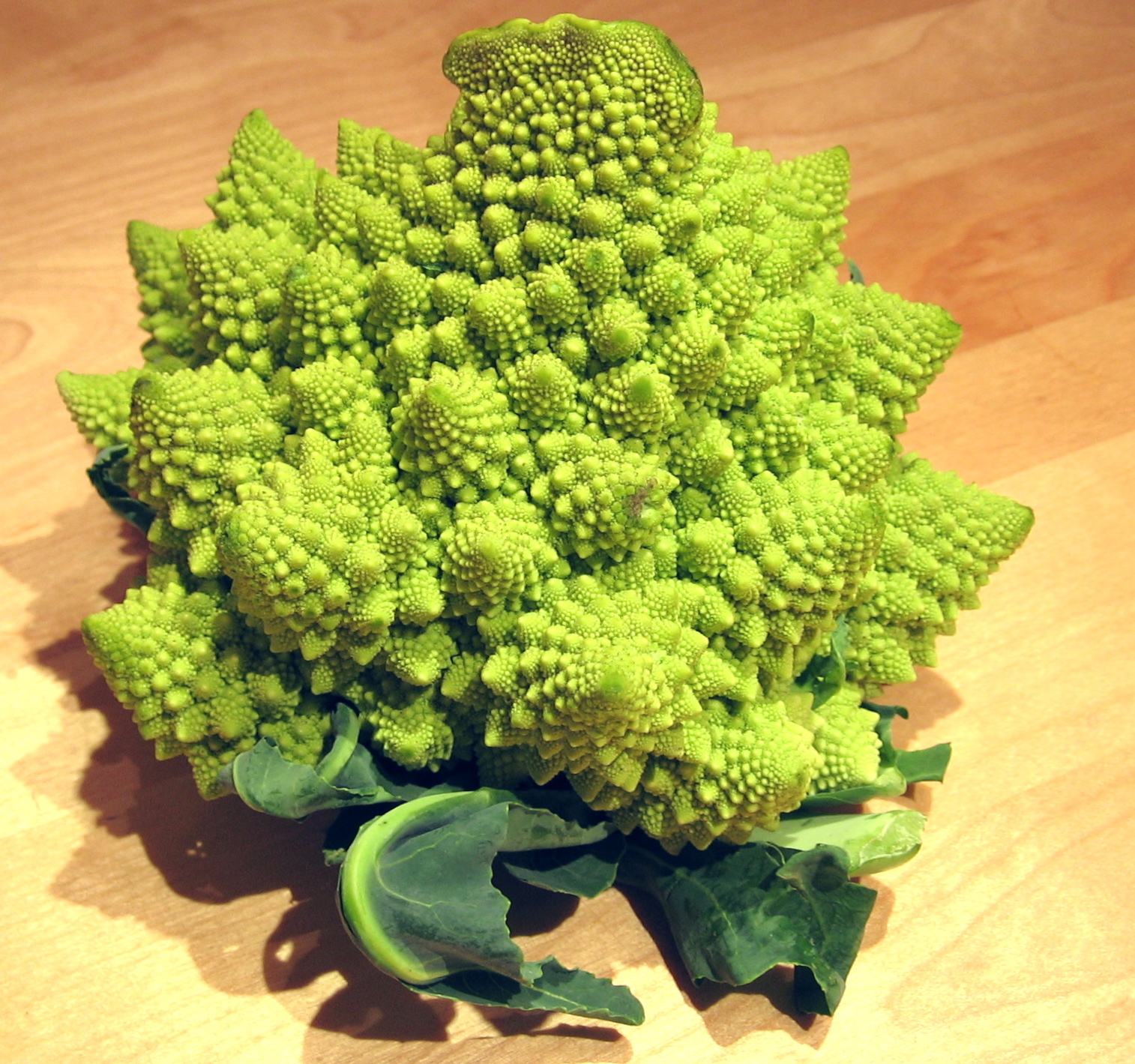
Pagodakarfiol (Romanesco)
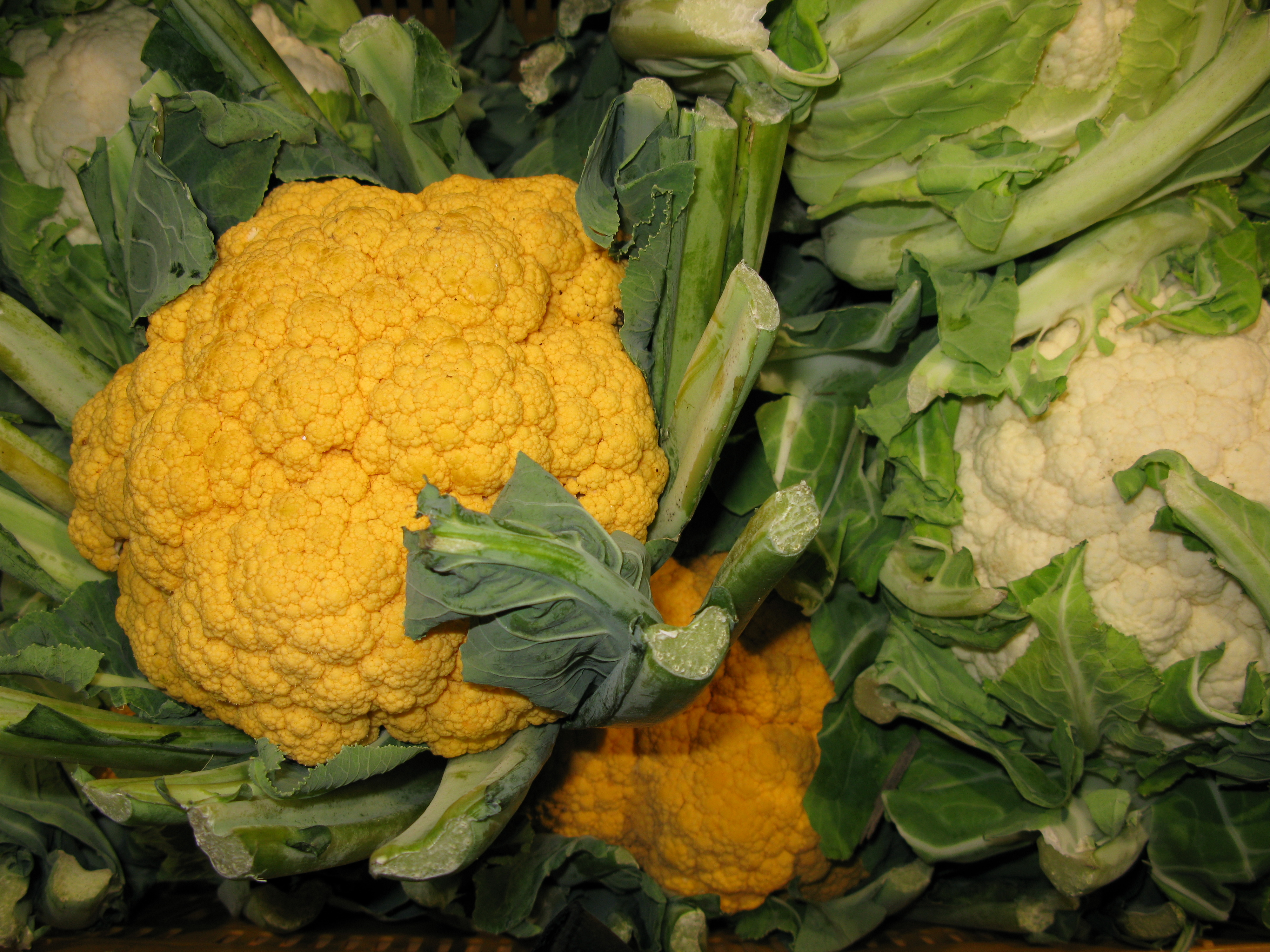
Narancsárga karfiol
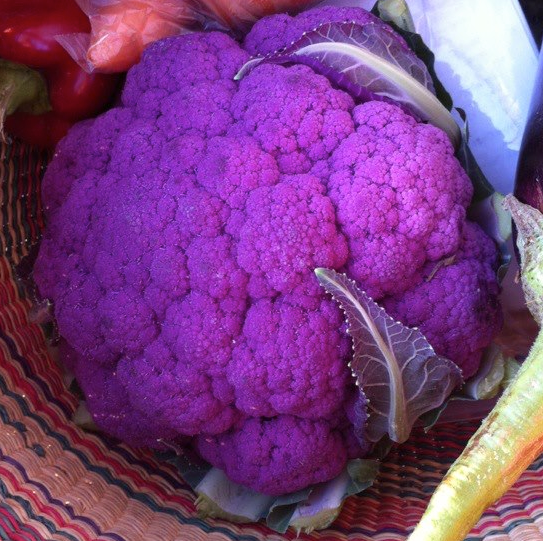
Lila karfiol